# Troostembergbos
Het Troostembergbos is een bos- en natuurgebied in de Belgische gemeente Tielt-Winge in het Hageland. Het Troostembergbos is 54 hectare groot; het is een droog hellingbos met oude beuken. Het bosgebied ligt vlak bij het kasteel de Troostembergh, de Gempemolen en het Walenbos. Het bos wordt beheerd door het Agentschap voor Natuur en Bos. Het bos is vrij toegankelijk op de wandelpaden en via het wandelnetwerk 'Hagelandse Heuvels'. Het Troostembergbos is Europees beschermd als onderdeel van Natura 2000-gebied 'Valleien van de Winge en de Motte met valleihellingen'.

## Afbeeldingen

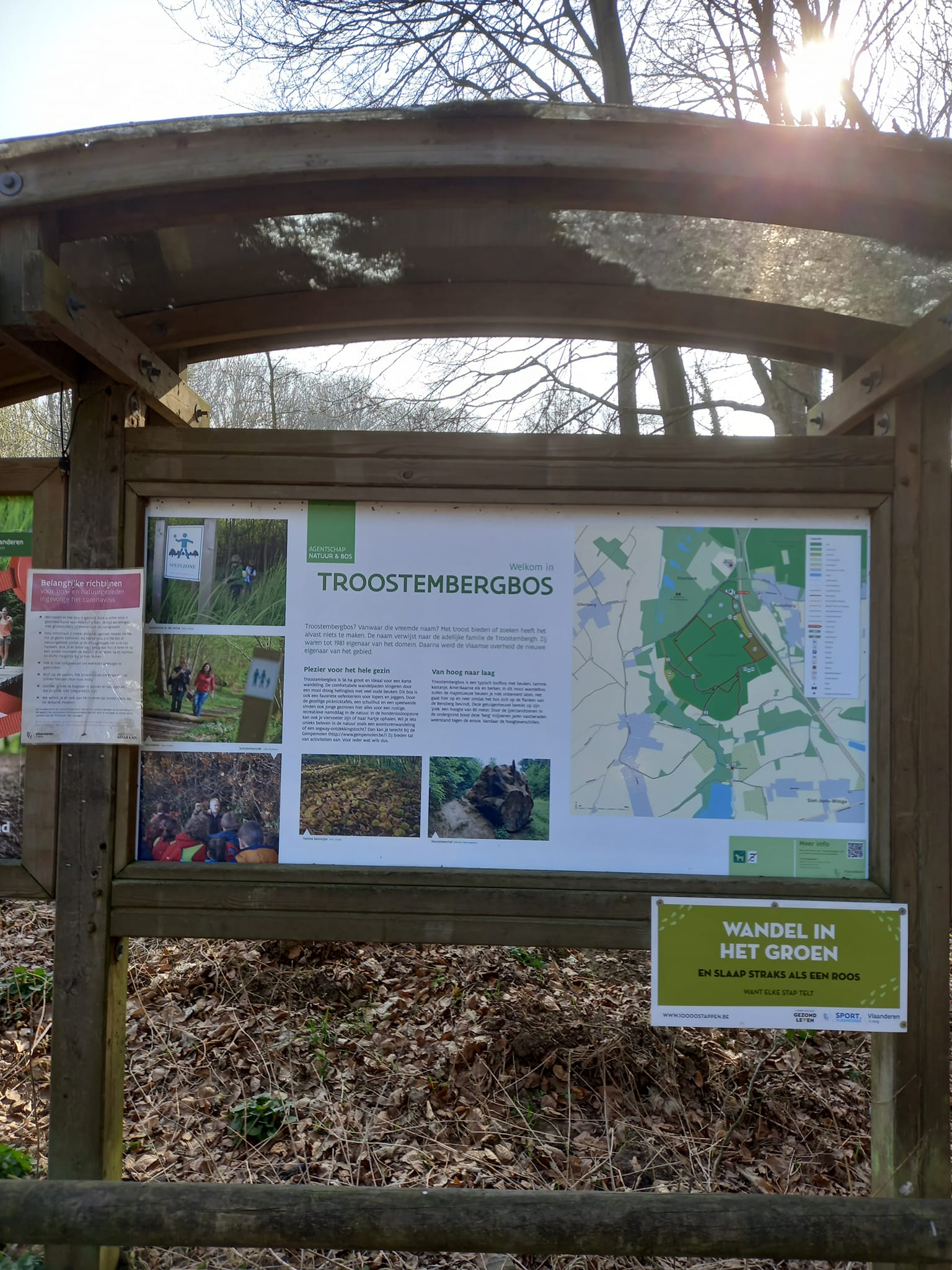
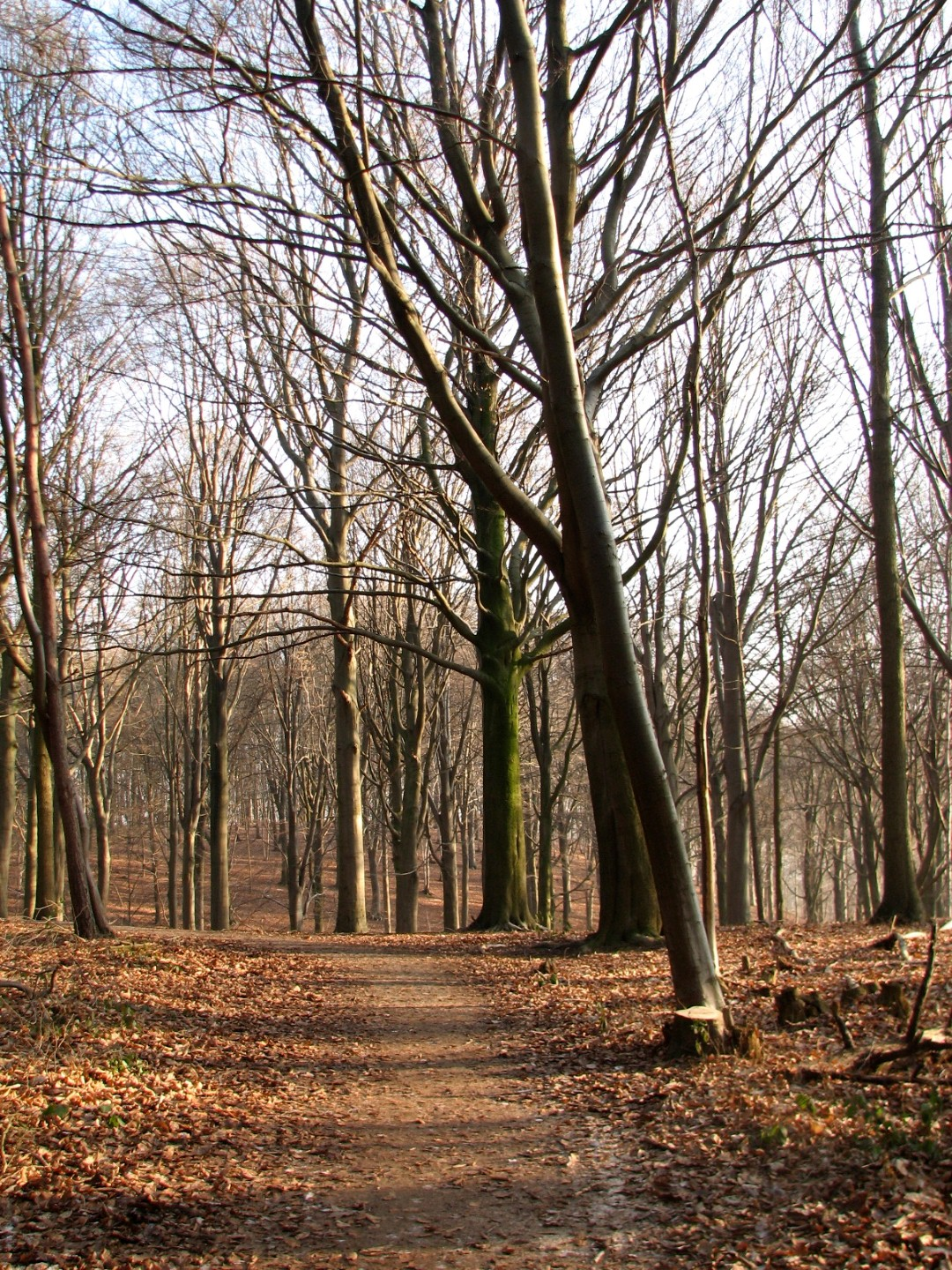
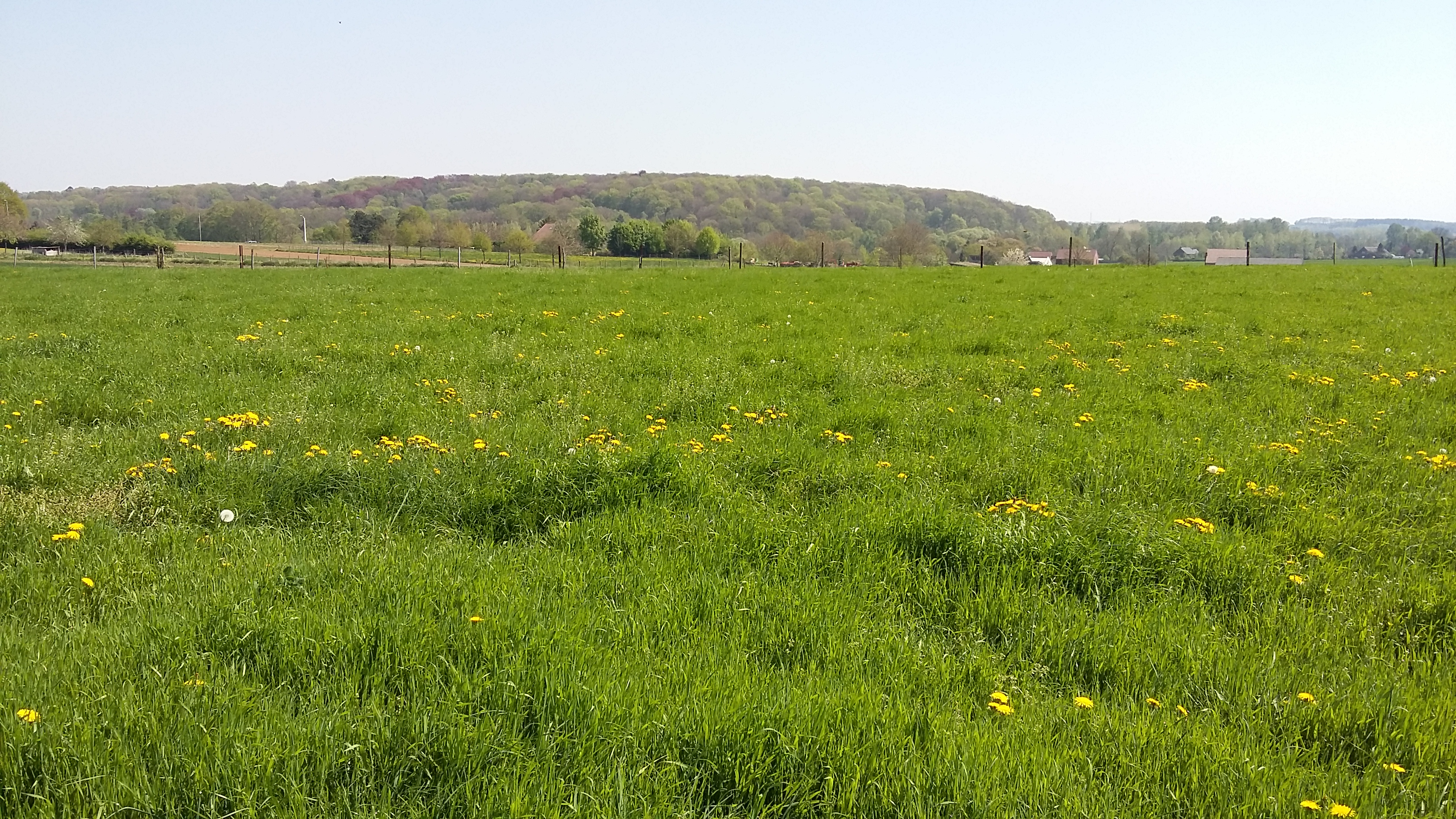
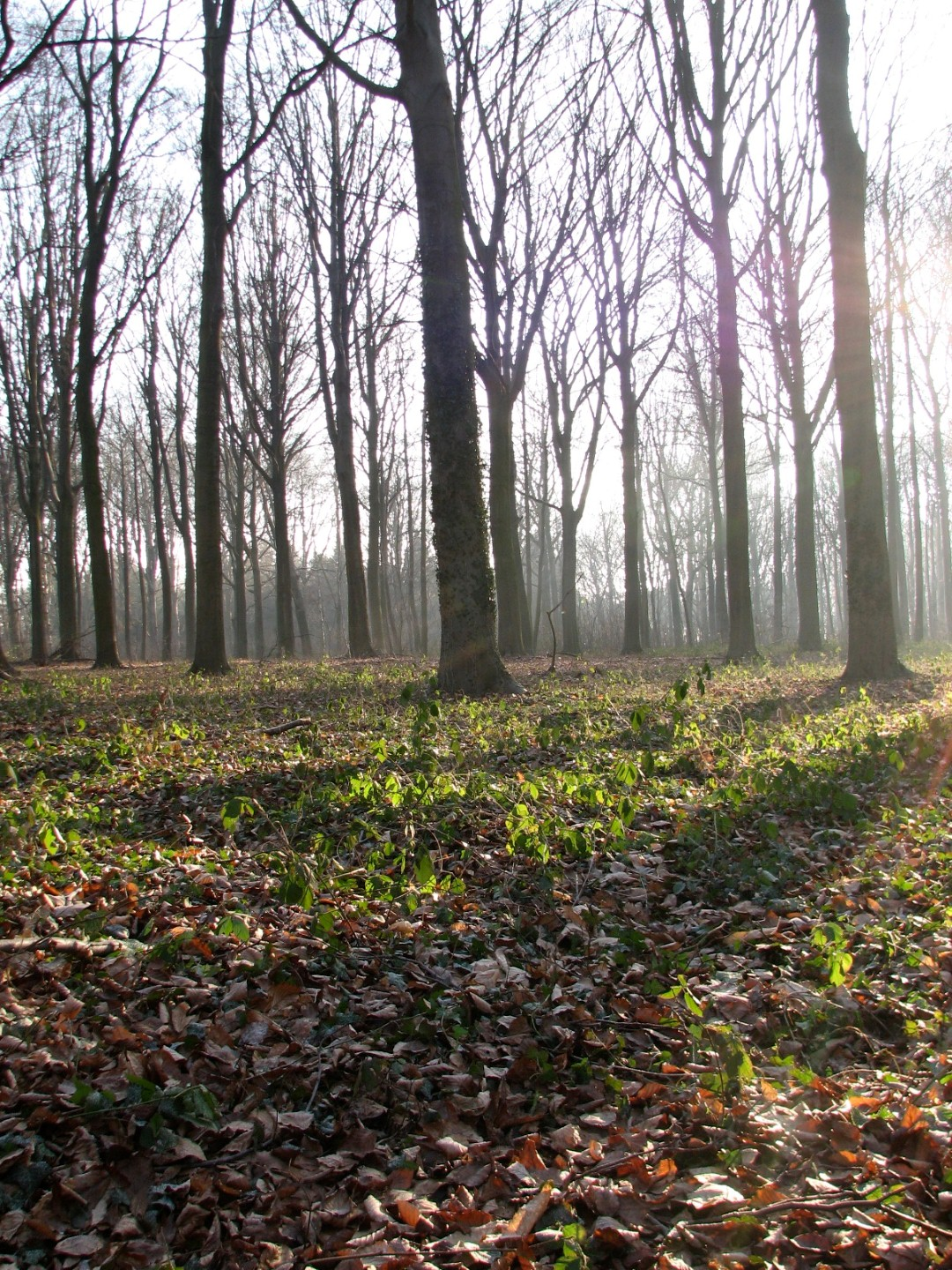